# Richard Hatch
Richard Hatch (Santa Mônica, 21 de maio de 1945 – Los Angeles, 7 de fevereiro de 2017) foi um ator norte-americano. Interpretou o Capitão Apollo na série original da Battlestar Galactica, pela qual foi indicado ao Globo de Ouro. Também interpretou Tom Zarek na refilmagem de 2004 da mesma série.
Iniciou sua carreira teatral no Los Angeles Repertory Theater. Estrelou em várias peças e musicais off-Broadway, recebendo o Obie Award por seu trabalho em "PS Your Cat Is Dead" em Chicago.
Morreu em 7 de fevereiro de 2017, aos 71 anos, de câncer de pâncreas.